# Sledování (film)
Sledování (v anglickém originále Following) je britský nezávislý thriller z roku 1998, který si napsal a natočil režisér Christopher Nolan. Zahráli si v něm Jeremy Theobald, Alex Haw, Lucy Russell, John Nolan, Barbara Stepansky a další. Film neměl téměř žádný rozpočet, i s postprodukcí se rozpočet filmu zastavil na pouhých 6 000 dolarech. Šlo o první Nolanův celovečerní film, má stopáž 68 minut.
Hudbu k filmu složil Nolanův takřka dvorní skladatel David Julyan. Ten hudbu složil za pouhých 8 dolarů, které padly na zakoupení kazety na zaznamenání hudby.

## Příběh
Hlavním hrdinou filmu je Billy, neúspěšný spisovatel, který má podivínskou obsesi. Tou obsesí je, že sleduje lidi. Ne proto, že by byl zvrhlík, ale proto, že nemá co na práci. Jednou takto začne sledovat muže s taškou. Billy zjišťuje, že tím mužem je Cobb, zloděj „gentleman“. Po vzájemné konverzaci Cobb Billymu nabídne, jestli se nechce stát jeho žákem. Billy přijímá a společně s Cobbem začne vylupovat byty.
Mezitím se také Billy zamiluje do jedné ženy, kterou potkal v baru. Billy však netuší, že jeho milovaná má ráda Cobba. Billy se tím dostává do spirály, z které se nedokáže dostat…

## Natáčení
Christopher Nolan se po úspěchu svého krátkého filmu Doodlebug (1997) rozhodl pustit se do vod celovečerních filmů. Na film však nesehnal dostatečný rozpočet (pouhých 6000 dolarů), proto zastal víc funkcí najednou (režisér, scenárista a kameraman) a film točil na černobílou kameru přibližně jeden rok pouze o víkendech (herci byli normálně zaměstnaní, proto se jindy točit nemohlo).
Herecký ansábl tvořili hlavně Nolanovi příbuzní či přátelé, hlavní roli si střihl Jeremy Theobald (předtím spolupracovali na krátkých filmech Larceny a Doodlebug), roli policisty si zase zahrál Nolanův strýc John (jediný ze štábu měl výraznější herecké zkušenosti, Nolan ho poté obsadil ještě do několika svých filmů).
Hudbu k filmu složil David Julyan, pro kterého to byla teprve druhá filmová kompozice (první kompozici složil pro Nolanův krátký film Doodlebug).

## Přijetí
Filmu se dostalo příznivých hodnocení na několika filmových festivalech a vydělal mnohonásobně víc, než stál.